# Stilbus oblongus
Stilbus oblongus är en skalbaggsart som först beskrevs av Wilhelm Ferdinand Erichson 1845.  Stilbus oblongus ingår i släktet Stilbus, och familjen sotsvampbaggar. Arten är reproducerande i Sverige.